# Edwin Peraza
Edwin Peraza Larez (La Guaira, Venezuela, 11 de marzo de 1993) es un futbolista venezolano que juega como defensa en la Academia Puerto Cabello de la Primera División de Venezuela. 
Tiene como principales características el juego aéreo y su posicionamiento. Indica que de joven, era de los hinchas que alentaba al Caracas Fútbol Club. En el partido de Copa Libertadores 2011 contra el Vélez Sarsfield de Argentina, cuando no estaba inscrito todavía en el equipo profesional ni debutado en primera, hizo de recogepelotas y 2 partidos después de los Rojos del Ávila en Copa Libertadores, él debuta con gol.

## Historia

### Caracas Fútbol Club
El varguense Edwin Peraza debutó el 31 de agosto de 2011 con el equipo mayor en la Copa Venezuela 2011 en la primera ronda para enfrentar a la Universidad Central de Venezuela en la cual derrotaron por 0-3. El 3 de septiembre de 2011, en el partido de vuelta de esta fase, Edwin Peraza convierte su primer gol, después de un tiro libre en el minuto 28 que el cabeceó y terminó con resultado final de 2-0, en global 5-0. En la semifinal el Caracas se enfrenta al Mineros de Guayana y pierde en casa 1-2 en la ida, Edwin sale expulsado por roja directa en el minuto 22, después de una inexistente agresión del jugador a Rafael Acosta. Después de todo, su equipo queda eliminado por empatar 1-1 en Puerto Ordaz
Entre 11 de septiembre y 12 de septiembre de 2011 ocurre su debut en la Liga Venezolana cuando jugó los 90 minutos ante Llaneros de Guanare en el Estadio Rafael Calles Pinto en la cual su equipo salió victorioso por 1-2, el partido fue disputado en 2 días, porque se fue la luz en el estadio. Mete su primer y único gol en la Liga el 16 de octubre de 2011 contra Estudiantes de Mérida en el Metropolitano. Recibió su primera tarjeta amarilla contra el Mineros de Guayana el 18 de septiembre del mismo año. Finalizó en la segunda posición en el Torneo Apertura 2011 en la que fue parte fundamental en su equipo.
El equipo capitalino ficha para el Torneo Clausura 2012 y la Copa Libertadores 2012 al defensor central paraguayo Fidel Amado Pérez, proveniente de Cerro Porteño. Por aquella razón, se preveía que el joven central iba a ser relegado al banquillo durante el resto de la temporada, aunque después de 2 irregulares actuaciones del recién fichado contra el Trujillanos y contra el Peñarol en la que fue expulsado, Edwin Peraza, volvió al 11 titular. En el partido de vuelta contra el Peñarol de Uruguay Edwin Peraza debutó en torneo internacional con gol en el minuto 77, después de un corner que logró cabecear, aun así no le alcanzó para clasificar a la fase de grupos, y salieron derrotados por global de 5-1. Peraza indica que su ingreso en el 11 titular en esta temporada no fue por falta de centrales, sino porque él tenía la capacidad de asumir la responsabilidad.
En el Torneo Clausura 2012 Edwin Peraza se gana la titularidad, como premio a su actuación contra Peñarol y además, la lesión por 8 meses del vinotinto Franklin Lucena. Debuta en el Clausura contra el Trujillanos, perdiendo 2-1, y hace dupla con el central paraguayo mencionado antes. Los siguientes 14 partidos que jugó, disputó los 90 minutos. Fue el cuarto jugador más usado del Caracas Fútbol Club en Primera División jugando 26 partidos y disputando 2271 minutos, con 5 amonestaciones y 0 expulsiones.
En el Torneo Apertura 2012 su participación se vio mermada por su lesión y asistencia a los módulos de la Selección de fútbol sub-20 de Venezuela. Jugó la mitad de los partidos posibles (nueve) y nunca salió amonestado. En el Torneo Clausura 2013, la participación en el Campeonato Sudamericano de Fútbol Sub-20 de 2013 le privó de ciertos partidos con el Caracas. Disputó diez partidos en dicho torneo corto y a pesar de no salir nunca amonestado obtuvo su primera expulsión en liga contra el Deportivo Anzoátegui. Asimismo, durante este semestre, disputó 5 partidos de Copa Libertadores 2013, donde su equipo perdió la chance de clasificar en la última fecha contra Huachipato.
En verano de 2013, la llegada del defensor central argentino, Roberto Tucker, disminuiría considerablemente la participación de Peraza. Tan solo disputó 46 minutos en todo el Torneo Apertura 2013. Ganó la Copa Venezuela 2013, su primer título como profesional, habiendo aportado casi nada al equipo.

### Carabobo Fútbol Club
El Caracas lo cede al Carabobo Fútbol Club en busca de más minutos. Evidentemente, Peraza se hace con la titularidad del equipo granate. Disputa todos los partidos del Torneo Clausura 2014 y le anota un gol al Yaracuyanos Fútbol Club tras un tiro de esquina.
La permanencia de Tucker en el Caracas, produjo que Peraza continuara un año más en el club valenciano, donde mantenía solventes actuaciones. Disputó 16 partidos del Torneo Apertura 2014.

### Zamora Fútbol Club
La salida del central Tucker del Caracas, parecía ser una nueva posibilidad para el jugador varguense, sin embargo, ficharon a Marcelo Barreña y decidieron deshacerse de los servicios de Edwin Peraza, quien fue vendido al bicampeón Zamora Fútbol Club quienes afrontarían la Copa Libertadores 2015. Empieza como titular en el equipo blanquinegro, y marca su primer gol el 30 de marzo contra Atlético Venezuela. En Copa Libertadores, disputó cinco de seis partidos, pero su equipo cuajó pésimas actuaciones con sendas derrotas de 5-0 y 1-5 ante Boca Juniors. No fue el mejor Torneo Clausura para él ni para su equipo. Se lesionó al final de la temporada y disputó diez partidos.

## Selección nacional

### Selección sub-20
Edwin Peraza después de sus buenas actuaciones en primera, empezó a ser convocado por la Selección Nacional sub-20 en preparación para el Campeonato Sudamericano de Fútbol Sub-20 de 2013.
En este torneo disputó todos los partidos de la fase de grupos, mostrando una gran solvencia en la defensa y tapando en ocasiones los espacios que dejaba su compañero Wilker Ángel. Venezuela fue el segundo equipo menos goleado en la fase de grupos, siendo tres goles de cuatro, anotados de penalti. Sin embargo, su equipo no pudo pasar al hexagonal final.

## Trayectoria Profesional
| Club                                   | País      | Año               | Partidos | Goles |
| -------------------------------------- | --------- | ----------------- | -------- | ----- |
| Caracas                                | Venezuela | 2011 - 2013       | 47       | 1     |
| Carabobo                               | Venezuela | 2014              | 33       | 1     |
| Zamora                                 | Venezuela | 2015 - 2016       | 70       | 3     |
| Rionegro Águilas                       | Colombia  | 2017              | 11       | 0     |
| Deportivo La Guaira                    | Venezuela | 2017 - 2019       | 28       | 0     |
| Monagas Sport Club                     | Venezuela | 2019              | 14       | 0     |
| Deportivo La Guaira                    | Venezuela | 2020              | 0        | 0     |
| Monagas Sport Club                     | Venezuela | 2021              | 29       | 2     |
| Academia Puerto Cabello Club de Fútbol | Venezuela | 2022 - Actualidad | 30       | 0     |

## Palmarés

### Campeonatos Nacionales
| Título                        | Club               | País      | Año  |
| ----------------------------- | ------------------ | --------- | ---- |
| Copa Venezuela                | Caracas FC         | Venezuela | 2013 |
| Torneo Adecuación             | Zamora Fútbol Club | Venezuela | 2015 |
| Torneo Apertura               | Zamora Fútbol Club | Venezuela | 2016 |
| Primera División de Venezuela | Zamora Fútbol Club | Venezuela | 2016 |